# Яндекс ID
Яндекс ID (ранее Яндекс.Паспорт) — сервис компании Яндекс, предоставляющий единый аккаунт для пользования услугами компании Яндекс. Даёт доступ к мобильным приложениям и сайтам, которые поддерживают его авторизацию.
В Яндекс ID можно создать семейный аккаунт, вмещающий до четырёх человек, и оплачивать счета семейной картой.
В «Центре поддержки» Яндекс ID собраны все переписки пользователя со службами поддержки Яндекса.
Создаётся у пользователей автоматически при регистрации на сервисах Яндекса.
Партнёрские сайты и приложения поддерживают вход при помощи технологии API. С помощью инструмента «Мгновенный вход» магазины подсказывают пользователям, что у них есть возможность авторизоваться через Яндекс ID. В таком случае вводить данные вручную уже не потребуется.

## Безопасность
Яндекс ID сообщает обо всех входах в профиль и проверяет пароли на безопасность при каждом вводе. В случае взлома Яндекс ID предлагает сменить пароль. Помимо этого, он может посоветовать проверить другие данные: номера телефонов, почту, адреса страниц в соцсетях.
Пользователи Яндекс ID могут запросить архив с информацией, которую накопили о них сервисы компании. При этом данные из более чем 50 сервисов можно удалить.
Безопасность подтверждается сертификатом соответствия стандарту SOC 2.